# Kreis Bernau
Der Kreis Bernau, in den Anfangsjahren und von 1990 bis 1993 auch Landkreis Bernau, war ein deutscher Landkreis. Er gehörte von 1952 bis 1990 zum Bezirk Frankfurt/Oder der Deutschen Demokratischen Republik (DDR) und anschließend bis 1993 zum Land Brandenburg (Bundesrepublik Deutschland). Sein Verwaltungssitz war die Stadt Bernau bei Berlin.

## Geographie Lage

### Nachbarkreise
Der Kreis Bernau grenzte im Norden an die Kreise Gransee und Templin, im Osten an die Kreise Eberswalde und Bad Freienwalde, im Süden an den Kreis Strausberg und an Berlin und im Westen an den Kreis Oranienburg.

## Geschichte
Der Kreis Bernau entstand im Zuge einer grundlegenden Verwaltungsreform in der DDR am 25. Juli 1952 durch die Auflösung und Neugliederung des Landkreises Niederbarnim. Die Länder der damaligen DDR wurden aufgelöst, das Gebiet auf 14 Bezirke verteilt. Der Kreis Bernau wurde dem Bezirk Frankfurt (Oder) zugeordnet. Mit der Wiedervereinigung 1990 wurde der Kreis Bernau ein Landkreis nach deutschem Kommunalrecht. Bereits vor der Wiedervereinigung, am 17. Mai 1990, wurde der Kreis auch in Landkreis Bernau umbenannt. Ab dem 3. Oktober 1990 gehörte er zum Land Brandenburg. Kreisstadt war die Stadt Bernau bei Berlin.

### Kreisangehörige Gemeinden und Städte
Aufgeführt sind alle Orte, die am 25. Juli 1952 bei Einrichtung des Kreises Bernau eigenständige Gemeinden waren. Eingerückt sind Gemeinden, die bis zum 5. Dezember 1993 ihre Eigenständigkeit verloren und in größere Nachbargemeinden eingegliedert wurden.
- Bernau bei Berlin, Kreisstadt
- Ahrensfelde
- Basdorf (heute ein Ortsteil der Gem. Wandlitz)
- Biesenthal
- Birkholz (heute ein Ortsteil von Bernau bei Berlin)
- Blumberg (heute ein Ortsteil von Ahrensfelde)
- Börnicke (heute ein Ortsteil von Bernau bei Berlin)
- Danewitz (heute ein Ortsteil von Biesenthal)
- Eiche (heute ein Ortsteil von Ahrensfelde)
- Groß Schönebeck (am 14. September 1973 wurde Schluft eingemeindet, am 1. Januar 1974 wurde Klandorf eingemeindet) (heute ein Ortsteil der Gem. Schorfheide)
- Hirschfelde (heute ein Ortsteil der Stadt Werneuchen)
  - Klandorf (wurde am 1. Januar 1974 nach Groß Schönebeck eingemeindet[3]) (heute ein Ortsteil der Gem. Schorfheide)
- Klosterfelde (heute ein Ortsteil der Gem. Wandlitz)
- Krummensee (heute ein Ortsteil der Stadt Werneuchen)
- Ladeburg (heute ein Ortsteil von Bernau bei Berlin)
- Lanke (heute ein Ortsteil der Gem. Wandlitz)
- Lindenberg (heute ein Ortsteil von Ahrensfelde)
- Lobetal (heute ein Ortsteil von Bernau bei Berlin)
- Löhme (heute ein Wohnplatz der Stadt Werneuchen)
- Marienwerder (Ortsteil und Gemeinde)
- Mehrow (heute ein Ortsteil von Ahrensfelde)
- Prenden (heute ein Ortsteil der Gem. Wandlitz)
- Rüdnitz
- Ruhlsdorf (heute ein Ortsteil vom Marienwerder)
  - Schluft (wurde am 14. September 1973 in Groß Schönebeck eingemeindet[3]) (heute ein Ortsteil der Gem. Schorfheide)
- Schönerlinde (heute ein Ortsteil der Gem. Wandlitz)
- Schönfeld (heute ein Ortsteil der Stadt Werneuchen)
- Schönow (heute ein Ortsteil von Bernau bei Berlin)
- Schönwalde (heute ein Ortsteil der Gem. Wandlitz)
- Schwanebeck (heute ein Ortsteil vom Panketal)
- Seefeld (heute ein Wohnplatz der Gem. Werneuchen)
- Sophienstädt (heute ein Ortsteil vom Marienwerder)
- Stolzenhagen (heute ein Ortsteil der Gem. Wandlitz)
- Tempelfelde (heute ein Ortsteil von Sydower Fließ)
- Wandlitz (Ortsteil und Gemeinde)
- Weesow (heute ein Ortsteil der Stadt Werneuchen)
- Werneuchen
- Willmersdorf (heute ein Ortsteil der Stadt Werneuchen)
- Zepernick (heute ein Ortsteil vom Panketal)
- Zerpenschleuse (heute ein Ortsteil der Gem. Wandlitz)

1992 wurden im Kreis (z. T. auch kreisübergreifend) die Verwaltungsgemeinschaften Amt Biesenthal-Barnim, Amt Groß Schönebeck (Schorfheide), Amt Wandlitz, Amt Panketal, Amt Werneuchen und Amt Ahrensfelde/Blumberg gegründet.
Am 6. Dezember 1993 ging der Landkreis im Zuge der brandenburgischen Kreisreform im Landkreis Barnim auf.

## Landräte
- 1952 bis 1954 Paul Wuttke[4]
- 1954 bis 1956 Werner Albert Zeitz[4]
- 1956 bis 1961 Otto Festner[4]
- 1961 bis 1962 Alfred Paul Leonhardt[4]
- 1962 bis 1965 Gerhard Heinrich Friedrich Müller[4]
- 1965 bis 1969 Kurt Herbert Erich Schirmacher[4]
- 1969 bis 1977 Heinz Lück[4]
- 1977 bis 1981 Horst Günter Ulbrich[4]
- 1981 bis 1983 Friedrich Wilhelm Ernst Panzlaff[4]
- 1983 bis 1990 Lutz Kramer[4]
- 1990 bis 1993 Dieter Friese[4]

## Kfz-Kennzeichen
Den Kraftfahrzeugen (mit Ausnahme der Motorräder) und Anhängern wurden von etwa 1974 bis Ende 1990 dreibuchstabige Unterscheidungszeichen, die mit den Buchstabenpaaren ED und EE begannen, zugewiesen. Die letzte für Motorräder genutzte Kennzeichenserie war ET 00-01 bis ET 99-99.
Anfang 1991 erhielt der Landkreis das Unterscheidungszeichen BER. Es wurde bis Ende 1993 ausgegeben. Seit dem 19. März 2013 ist es im Landkreis Barnim erhältlich.

## Belege